# رادو سابو
رادو سابو (بالرومانية: Radu Sabo)‏ هو لاعب كرة قدم روماني في مركز الوسط، ولد في 13 سبتمبر 1971 في كلوج نابوكا في رومانيا. لعب مع جامعة كلوج وزالايغيرزيغي تورنا إغيليت ونادي دبرتسني.